# Ачинеровское сельское муниципальное образование
Ачине́ровское се́льское муниципа́льное образова́ние — сельское поселение в Черноземельском районе Калмыкии.
Административный центр — посёлок Ачинеры.

## География
Ачинеровское СМО расположено в западной части Черноземельского района, в пределах Прикаспийской низменности.
Ачинеровское СМО граничит на востоке — с Прикумским, на севере — Адыковским СМО Черноземельского района, на западе — со Светловским СМО Ики-Бурульского района, на юге — со Ставропольским краем.

### Климат
Климат Ачинеровского СМО резко континентальный, характеризуется жарким и очень сухим летом, малоснежной, иногда с большими холодами, зимой. Средние температуры января отрицательные: от −7…−9 °C до −10…−12 °C, минимальная температура января: −33…−35 °C. Средние температуры июля составляют +23,5…+25,5 °C. Абсолютный максимум температуры в жаркие года достигает +42…+45 °C. Число дней с оттепелями достигает 50 в год. Часто повторяющиеся в зимнее время оттепели приводят к тому, что снег почти полностью сходит.
Специфической особенностью территории поселения являются засухи и суховеи. За вегетационный период число дней с суховеями колеблется от 100 до 125.
Гидрография
Гидрографическая сеть территории развита. На территории Ачинеровского СМО располагаются Состинские озера, а на северо-западе проходит Черноземельский магистральный канал, от которого отходит небольшой канал — отвод, питающий водой орошаемые участки. Гидрогеологические условия характеризуются распространением нескольких водоносных комплексов в отложениях палеогена, неогена и четвертичных образованиях. Несмотря на это, Ачинеровское СМО слабо обеспечено водными ресурсами, пригодными для потребительских и хозяйственных целей.
Почвы
Основу почвенного покрова составляют бурые полупустынные почвы и солонцы, залегающие в основном по равнинным и повышенным элементам рельефа. Значительные площади занимают поверхностно-луговато-бурые, лугово-бурые и луговые почвы и солонцы луговые, формирующиеся по различного рода понижениям. Пески приурочены к холмисто-бугристому рельефу.

## Население
| 2002  | 2010  | 2011  | 2012  | 2013  | 2014  | 2015  |
| ----- | ----- | ----- | ----- | ----- | ----- | ----- |
| 1064  | ↗1128 | ↘1127 | ↘1114 | ↘1079 | ↘1072 | ↘1068 |
| 2016  | 2017  | 2018  | 2019  | 2020  | 2021  |       |
| ↘1049 | ↘1038 | ↘1020 | ↘996  | ↗1002 | ↘965  |       |

По состоянию на 01.10.2012 года на территории Ачинеровского СМО проживает 976 человек. Процесс воспроизводства населения в поселении в последние годы характеризуется стабильным естественным приростом населения. Однако, в связи со значительным миграционным оттоком населения тенденция к увеличению численности населения не наблюдается.

### Национальный состав
По данным Всероссийской переписи населения 2010 года:
| Национальность | Численность (чел.) | Процентное соотношение |
| -------------- | ------------------ | ---------------------- |
| Калмыки        | 635                | 56,29%                 |
| Даргинцы       | 128                | 11,34%                 |
| Казахи         | 124                | 10,99%                 |
| Русские        | 104                | 9,22%                  |
| Аварцы         | 90                 | 7,98%                  |
| Чеченцы        | 39                 | 3,46%                  |
| Другие         | 8                  | 0,71%                  |
| Всего          | 1 128              | 100,00%                |

## Состав сельского поселения
| № | Населённый пункт | Тип населённого пункта          | Население |
| - | ---------------- | ------------------------------- | --------- |
| 1 | Ачинеры          | посёлок, административный центр | ↗707      |
| 2 | Дружный          | посёлок                         | ↗85       |
| 3 | Маныч            | посёлок                         | ↘83       |
| 4 | Мелиоратор       | посёлок                         | ↘80       |
| 5 | Новый            | посёлок                         | ↗17       |
| 6 | Раздольный       | посёлок                         | ↘155      |

## Экономика
Основной сектор экономики поселения — сельское хозяйство. Всего на территории поселения действует 121 хозяйство, из них 38 КФХ, 2 СПК, ОАО ПЗ «Черноземельский» и 80 ЛПХ. Площадь орошаемых земель на территории СМО составляет 4 932 га, в том числе под сенокосами лиманного орошения 4 932 га.